# Altlüdersdorf
 Altlüdersdorf ist ein Ortsteil von Gransee im Landkreis Oberhavel in Brandenburg.

## Geografie und Verkehrsanbindung
Altlüdersdorf liegt nordöstlich des Kernortes Gransee an der Kreisstraße K6514. Die in Nord-Süd-Richtung verlaufende B 96 (= E 251) kreuzt diese Kreisstraße. Nordöstlich vom Ort liegt der Große Wentowsee und südwestlich der Geronsee.
Altlüdersdorf hatte bis 1995 einen Bahnhof an der Berliner Nordbahn.

## Sehenswürdigkeiten
- Fachwerkkirche

Siehe Liste der Baudenkmale in Gransee#Altlüdersdorf

## Persönlichkeiten
- Paul Wendlandt (1852–1916), Ornithologe, 1912 bis 1916 Forstmeister in Altlüdersdorf